# 伊佐城
伊佐城（いさじょう）は、茨城県筑西市（常陸国伊佐郡）にあった日本の城。伊佐氏の城。その城域は、東側に勤行川をのぞむ台地上の施無畏山延命院観音寺境内とその周辺で、「伊佐城跡」の名称で茨城県の史跡に指定されている。

## 築城
築城年不明。築城者は、藤原北家山陰流の伊達朝宗（常陸入道念西）との説あり。また、天慶3年（940年）、下野押領使の藤原秀郷（俵藤太）が平将門追討の際に上館（元館）・中館・下館の三館築いたという伝説があり、この三館のうちの中館を伊佐氏が改修したものが伊佐城との説もある。

## 概要
南北朝時代までの伊佐城については記録がなく、その詳細は不明。同城のあった常陸国伊佐郡は、平安時代末期から鎌倉時代まで、伊佐氏の領地であった。
南北朝の争乱が常陸国に及ぶと、城主の伊佐氏が同族の伊達行朝を迎え、南朝方の北畠親房が拠る小田城に呼応。大宝城、関城など南朝方諸城とともに戦う。北朝方高師冬軍の攻撃に長く耐えたが、興国4年（1343年）に落城、以後廃城となる。